# Gruppo Vegaia-Tremenesca
Il Gruppo Vegaia-Tremenesca è un massiccio montuoso che appartiene al Gruppo Ortles-Cevedale nelle Alpi Retiche meridionali in Trentino.
Questo sottogruppo insieme ad alcune cime sopra il lago di Pian Palù è l'unico del gruppo Ortles-Cevedale a non far parte del Parco nazionale dello Stelvio.

## Delimitazioni
Il gruppo è delimitato a sud dalla Val di Sole, ad est dalla Val di Rabbi e ad ovest dalla Val di Peio. A nord è separato dalle altre montagne dell'Ortles-Cevedale dal Passo Cercena (2623 m).

## Classificazione
Secondo le definizioni della SOIUSA il gruppo Vegaia-Tremenesca è un sottogruppo alpino con la seguente classificazione:
- Grande parte = Alpi Orientali
- Grande settore = Alpi Sud-orientali
- Sezione = Alpi Retiche meridionali
- Sottosezione = Alpi dell'Ortles
- Supergruppo = Gruppo Ortles-Cevedale
- Gruppo = Catena Venezia-Sternai
- Sottogruppo = Gruppo Vegaia-Tremenesca
- Codice = II/C-28.I-A.3.b

## Geologia

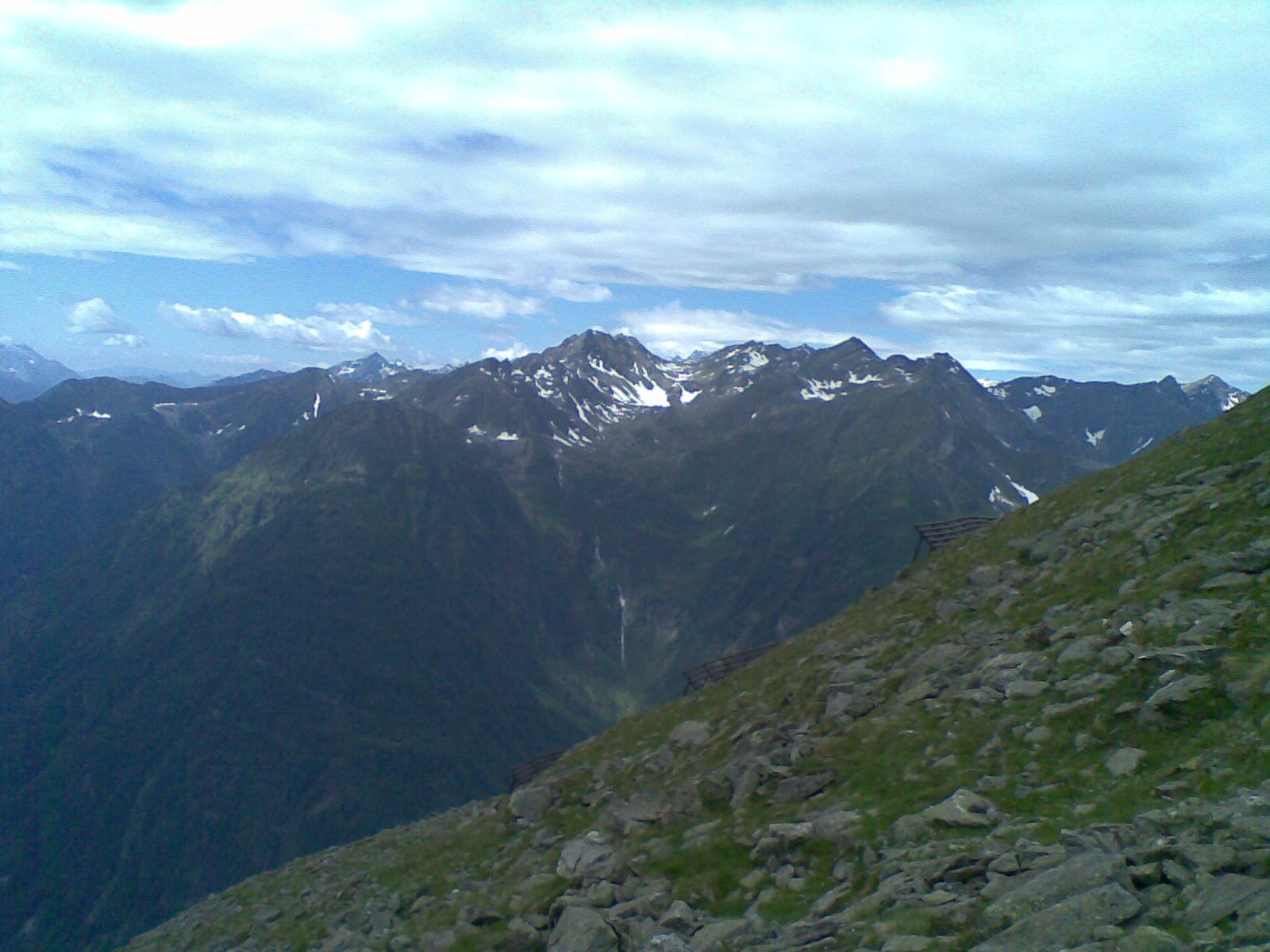
Il gruppo Vegaia-Tremenesca dal Castel Pagan nella Catena delle Maddalene

Il Vegaia-Tremenesca è parte integrante della catena delle Alpi. Secondo la teoria della tettonica delle placche la sua età è di circa centoquaranta milioni di anni ma la cosa più particolare è che sta tuttora crescendo di circa 1 millimetro annuo. Occupando uno spazio ristretto la loro conformazione è simile in tutti i punti del gruppo, tipica delle Alpi dell'Orltes:

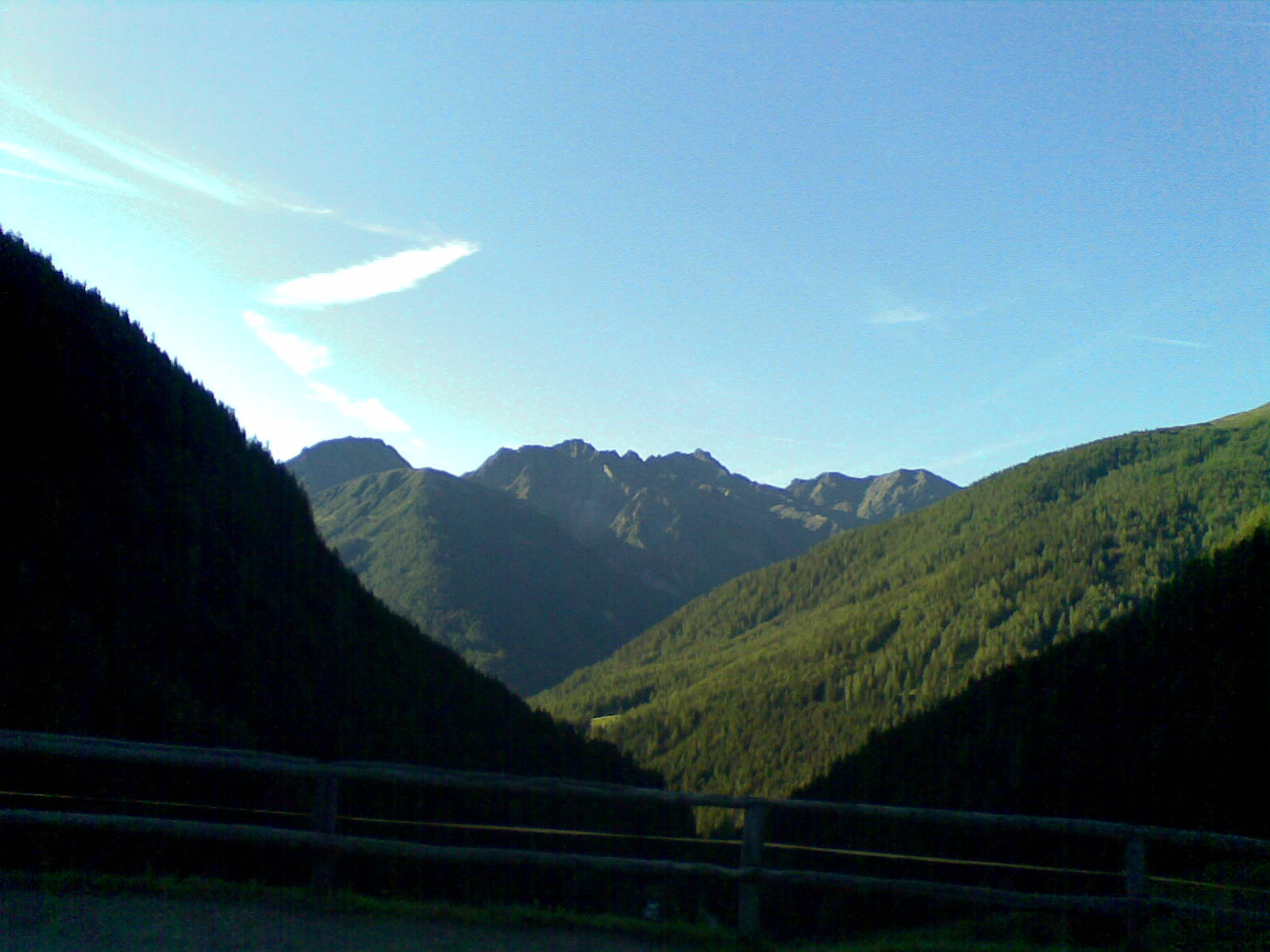
Il gruppo Vegaia-Tremenesca visto dalla Val di Rabbi spicca cima Tremenesca

- rocce metamorfiche;
- forte presenza di acqua.

## Escursionismo nel gruppo
In questo gruppo montuoso ci sono molte bellissime vette quasi intoccate dall'uomo a causa dell'enorme dislivello necessario da affrontare ma anche per la bassissima frequenza di tracce e soprattutto di rifugi. È attraversata da soli quattro sentieri (sentieri SAT 119, 120, 121 e 132).

### Vette
Le numerose vette che hanno una altezza media di circa duemilaottocento metri sono in ordine decrescente di quota:

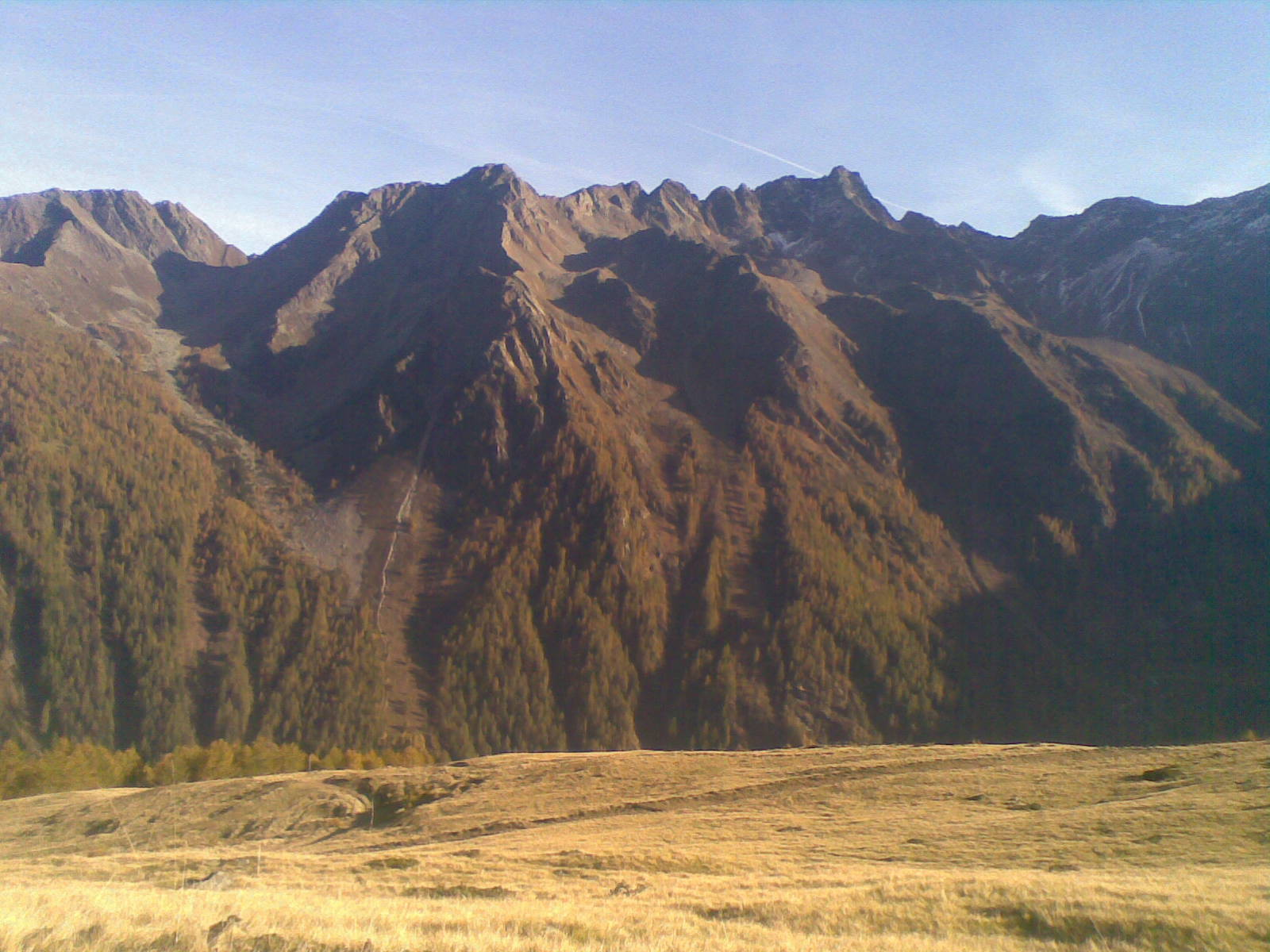
Un'inquadradura del gruppo dal monte Sole, in primo piano cima Tremenesca

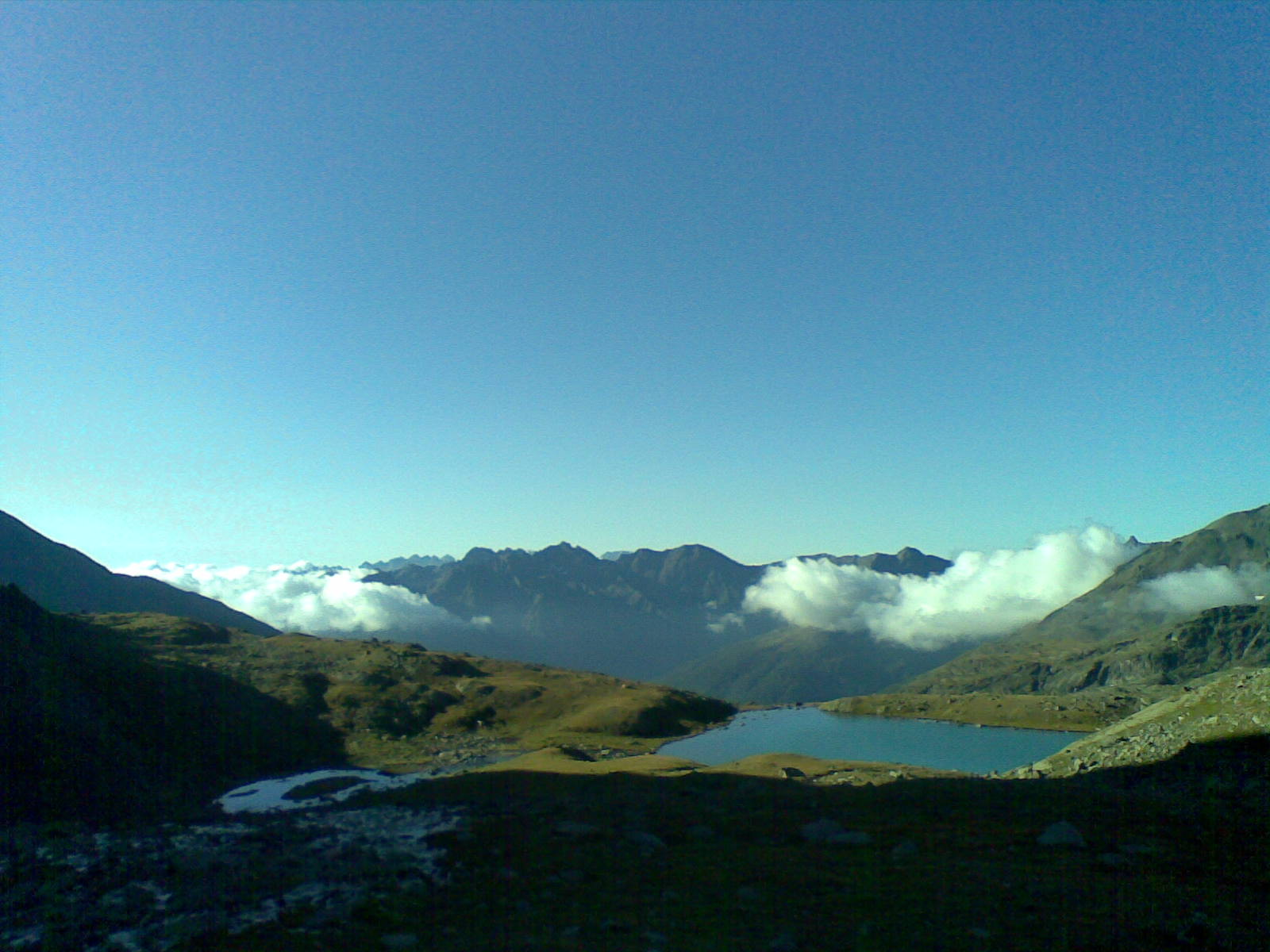
Il fascino del gruppo Vegaia-Tremenesca viste dai laghetti di Cima Sternai, poco distanti dal Rifugio Silvio Dorigoni

- Cima Grande (2901 m);
- Cima Vegaia (2890 m);
- Cima Tremenesca (2882 m);
- Cima Cadinel (2864 m);
- Cima Mezzana (2845 m);
- Cima Valletta (2828 m);
- Monte le Pozze (2773 m);
- Cima Basetta (2770 m);
- Monte Saleci (2680 m);
- Monte Polinar (2604 m);
- Sass dell'Anel (2527 m);
- Monte Gamberai (2423 m);
- Piz di Montes (2383 m);
- Cimòn di Bolentina (2287 m).

### Rifugi
In questo sottogruppo non ci sono rifugi alpini ma c'è:
- Bivacco Dino Marinelli;
- le numerose malghe che generalmente offrono bivacco.

## Scialpinismo nel gruppo
L'inverno è la stagione in cui questi posti sono più in contatto con l'uomo. Le salite alle vette che danno sulla Val di Sole in stile scialpinismo le principali sono:
- dal paese di Ortisé in direzione di:
  - Cima Vegaia (passando per Malga Pozze);
  - Cima Basetta (passando per Malga Pozze);
  - Cima Valletta (passando per Malga Monte Alta);
- dal paese di Menas in direzione di:
  - Cima Basetta (passando per Malga Valenaia);
  - Cima Valletta (passando per Malga Monte Alta);
  - Cima Mezzana (passando per Malga Monte Alta).

## Flora & fauna
Il massiccio è poco frequentato dall'uomo, e presenta ambienti ben conservati. Buone le presenze di gallo forcello e gallo cedrone che sono invece quasi assenti nel limitrofo Parco nazionale. Capita spesso di osservare l'aquila reale, più raramente il gipeto. Diffusa presenza di capriolo, cervo e soprattutto camoscio. Sporadica la presenza dello stambecco. Molto facile osservare le marmotte. Molte anche le specie di piante: fra cui predominano l'abete rosso (Picea abies), il larice (Larix decidua).